# 1932 chez Disney
Cet article présente la liste des évènements de la Walt Disney Productions ayant eu lieu en 1932.

## Événements

### Janvier
- 10 janvier 1932, King Features Syndicate débute la publication de comics Mickey Mouse[1] et Silly Symphonies[2] en couleur
- 16 janvier 1932, Sortie de la Silly Symphony The Bird Store[3]
- 28 janvier 1932, Sortie du Mickey Mouse La Chasse au canard (The Duck Hunt)[4]

### Février
- 3 février 1932, Sortie du Mickey Mouse L'Épicier (The Grocery Boy)[5] (ou 11 février)
- 11 février 1932, Sortie du Mickey Mouse L'Épicier (The Grocery Boy)[6] (ou 3 février)

### Mars
- 4 mars 1932, Naissance de Frank Wells[7]
- 5 mars 1932, Sortie du Mickey Mouse Chien enragé (The Mad Dog)[8]

### Avril
- 15 avril 1932, Sortie du Mickey Mouse Olympiques rustiques (Barnyard Olympics)[9]

### Mai
- 25 mai 1932, Sortie du Mickey Mouse Mickey au théâtre (Mickey's Revue)[10]

### Juillet
- 9 juillet 1932
  - Sortie du Mickey Mouse Le Fermier musicien (Musical Farmer)[11]
  - Sortie de la Silly Symphony The Bears and the Bees[12]
- 18 juillet 1932, Sortie du Mickey Mouse Mickey in Arabia[13] (ou 20 juillet)
- 20 juillet 1932, Sortie du Mickey Mouse Mickey in Arabia[14] (ou 18 juillet)
- 30 juillet 1932, Sortie de la Silly Symphony Rien qu'un chien (Just Dogs)[15],[16], premier rôle vedette de Pluto
- 9 juillet 1932, Sortie de la Silly Symphony Des arbres et des fleurs (Flowers and Trees), premier dessin animé en couleur de Disney[17],[18].

### Août
- 13 août 1932, Sortie du Mickey Mouse Le Cauchemar de Mickey (Mickey's Nightmare)[10]
- 20 août 1932, Sortie du Mickey Mouse Trader Mickey[19]

### Septembre
- 10 septembre 1932, Sortie de la Silly Symphony Le Roi Neptune[20]
- 17 septembre 1932, Sortie du Mickey Mouse The Whoopee Party[21]

### Octobre
- 1er octobre 1932, Sortie de la Silly Symphony Bugs in Love[22],[23]
- 5 octobre 1932, Sortie du Mickey Mouse Mickey marque un essai (Touchdown Mickey)[24] (ou 15 octobre)
- 15 octobre 1932, Sortie du Mickey Mouse Mickey marque un essai[25]  (Touchdown Mickey) (ou 5 octobre)

### Novembre
- 12 novembre 1932
  - Sortie du Mickey Mouse Mickey et le Canari (The Wayward Canary)[26]
  - Sortie du Mickey Mouse Mickey au Grand Nord (The Klondike Kid)[27]
- 15 novembre 1932, Création de la Disney Art School.
- 19 novembre 1932, Sortie de la Silly Symphony Les Enfants des bois (Babes in the Woods)[28],[29]

### Décembre
- 10 décembre 1932, Sortie de la Silly Symphony L'Atelier du Père Noël (Santa's Workshop)[30],[31]
- 17 décembre 1932, Sortie du Mickey Mouse Mickey père Noël (Mickey's Good Deed)[32]